# Шумейко Володимир Вікторович
Шумейко Володимир Вікторович — український композитор. Член Національної спілки композиторів України.

## З життєпису
Народився 21 січня 1949 р. у селі Глеюватці Дніпропетровської області. Закінчив композиторський факультет Київської консерваторії (1973, клас М. Скорика). Викладав у Рівненському філіалі Київського інституту культури, був редактором видавництва «Музична Україна». Зараз викладає іноземну мову у школі № 12 в Ірпені.[джерело?]

## Фільмографія
Написав музику до фільмів:
- «Ти тільки не плач» (1979),
- «Меланхолійний вальс» (1990),
- «Для сімейного огнища» (1992),
- «Сорочка зі стьожкою» (1992, 3 а),
- «Judenkreis, або Вічне колесо» (1996),
- «Кайдашева сім'я» (1996).